# Cerodontha scutellaris
Cerodontha scutellaris este o specie de muște din genul Cerodontha, familia Agromyzidae. A fost descrisă pentru prima dată de Roser în anul 1840. Conform Catalogue of Life specia Cerodontha scutellaris nu are subspecii cunoscute.